# Ludovico Spada Veralli Potenziani
Ludovico Spada Veralli Potenziani, IV principe di Castel Viscardo, noto anche come Lodovico (Rieti, 19 agosto 1880 – Roma, 8 agosto 1971), è stato un nobile e politico italiano, governatore di Roma dal 6 dicembre 1926 al 13 settembre 1928 e senatore del Regno dal 1929 al 1943.

## Biografia
Nacque a Rieti nel 1880 da Giovanni Potenziani, poi senatore del Regno, e dalla principessa Maria Spada Veralli come ultimo di quattro figli. Ebbe tre sorelle: Beatrice Maria, Maria Angelica e Maria Dolores, morta pochi giorni dopo la nascita. Studiò da autodidatta per poi frequentare il liceo di Rieti, senza proseguire verso gli studi universitari.
Agli inizi del '900 presiedette il Comitato agrario sabino, promuovendo l'uso sperimentale di fertilizzanti chimici per elevare la produzione del grano Rieti originario, all'epoca tra i migliori d'Europa. Proprio durante questo incarico entrò in contatto con l'agronomo Nazareno Strampelli, donandogli dei terreni nel reatino per condurre esperimenti di ibridazione del grano.
Nel 1903 sposò la contessa veneziana Maria Maddalena Papadopoli, poi Papadopoli Aldobrandini, dalla quale ebbe due figli: Myriam, nata nel 1903, e Giovanni, nato nel 1909 ma morto pochi giorni dopo il parto. Dopo la perdita del figlio la madre tornò a Venezia e intrattenne una relazione con Giuseppe Lanza Branciforte. La coppia, intenzionata a sciogliere il matrimonio, si recò nel 1922 a Fiume e ottenne il divorzio. Potenziani fece anche richiesta al Tribunale della Rota Romana per l'annullamento, che fu però respinta.
Assunse la presidenza della Società aeronautica italiana e la vicepresidenza della Fédération aéronautique internationale nel 1908 e fu nominato vicepresidente del Comitato nazionale per l'Esposizione universale di Roma. Con il Maggiore Maurizio Mario Moris ampliarono il progetto iniziato nel 1904 con l'Aero Club di Roma. Insieme al altri colleghi fondarono l'Aero Club d'Italia del quale poi accettò la presidenza dal 1911 al 1912. Prese parte anche alla prima guerra mondiale come ufficiale del Genio aeronautico e dopo il conflitto ricoprì incarichi di vertice in diverse organizzazioni sportive come il Comitato olimpico nazionale italiano (CONI), il Jockey club italiano e l'Unione ippica italiana.
Si candidò con l'Associazione Nazionalista Italiana alle elezioni del 1912 per il collegio di Cittaducale, ricevendo l'appoggio dei cattolici ma venendo battuto dal candidato uscente. Si ripresentò nel 1924 nella circoscrizione Lazio-Umbria per la Camera dei deputati ma fu battuto da Valentino Orsolini Cencelli.
Nel 1915, insieme con Nazareno Strampelli, organizzò dei soccorsi per i territori colpiti dal terremoto della Marsica e nel 1923 fece lo stesso per riparare ai danni causati dalle alluvioni che colpirono il reatino, dando vita anche al Consorzio di Bonifica della piana reatina. Proprio in quest'ultima occasione incontrò Benito Mussolini, al quale presentò una lista di interventi ritenuti indispensabili per il territorio, molti dei quali furono iniziati già l'anno successivo. Tra di essi si annoverano la realizzazione della ferrovia Rieti-Fara Sabina (mai portata a compimento), le opere idrauliche e le bonifiche nella piana reatina e sabina (dighe del Salto e del Turano), la realizzazione di una fabbrica di seta artificiale (la Supertessile)  e una per la produzione di acido solforico a servizio della Supertessile stessa (la Montecatini Edison) e, sul finire degli anni '30, la funivia del Terminilluccio. Fu inoltre tra i principali promotori della creazione della provincia di Rieti, istituita nel 1927.

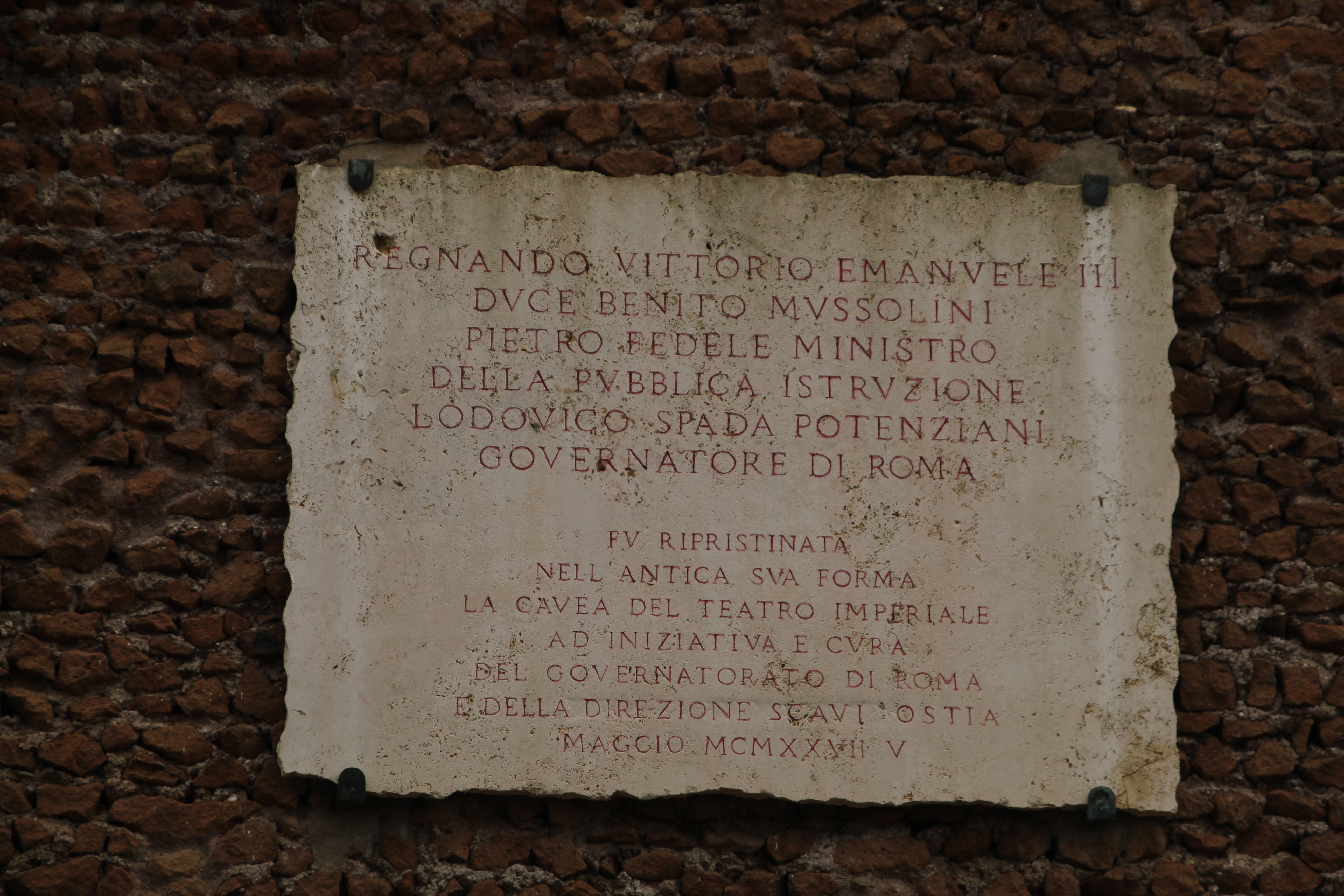
Targa marmorea sul teatro romano di Ostia

Nel 1926 fu nominato dal Consiglio dei ministri come Governatore di Roma. Durante il suo mandato si adoperò per continuare le opere avviate dal predecessore, Filippo Cremonesi, portando avanti il rifacimento delle pavimentazioni stradali del centro e l'edificazione del quartiere della Garbatella; avviò inoltre la realizzazione della via del Mare e dell'aeroporto del Littorio, il rifacimento del teatro dell'Opera (già Teatro Costanzi  che egli fece acquistare alla città per salvarlo da una fallimentare conduzione di una società privata) e promosse le attività di scavo nelle aree archeologiche, proteggendo queste ultime dalle mire speculative edilizie. Nel 1927 entrò a far parte della Società romana di storia patria. Accolse in città il Sindaco di New York Jimmy Walker e il Lord sindaco di Londra Georges Blades, rimarcando la sua sintonia con l'ambiente anglosassone nella speranza che vi potessero essere maggiori contatti tra il regime e i due stati, al fine di legittimare il fascismo a livello internazionale. Si recò a sua volta nelle due città venendo accolto a New York da una sfavillante e partecipata parata (una ticker-tape parade, evento solenne e raro per uno straniero, il primo italiano in assoluto ad ottenerla) e in entrambi i casi dai massimi esponenti della classe politica; incontrò infatti il Presidente statunitense Calvin Coolidge e il re Giorgio V, che lo nominò Cavaliere di gran croce dell'Impero britannico.
Nei primi giorni del settembre 1928 fu informato di aver rassegnato le dimissioni da governatore di Roma e che esse erano state accettate dal Duce. Tra le principali motivazioni vi erano la notorietà internazionale che Potenziani aveva ottenuto con i due viaggi, gli alti costi per la realizzazione della via del Mare, gli scontri con l'allora Ministro dei lavori pubblici Michele Bianchi sulla gestione dei lavori pubblici a Roma e il conflitto con il Vaticano per la realizzazione della fontana delle Cariatidi nel rione Prati, ritenuta dagli ambienti clericali "oscena".
I rapporti con Mussolini tuttavia non sembrarono essersi deteriorati; per i suoi meriti in campo agricolo (aveva fondato nel 1928 anche l'A.R.S. Associazione Reatina Sementi che gestì per anni la produzione, lo stoccaggio e la distribuzione delle sementi elette della piana di Rieti), fu nominato nel 1929 Senatore del Regno insieme a Strampelli, sostenendo la politica agraria del regime culminata nella battaglia del grano. Contestualmente Potenziani divenne una sorta di "ambasciatore" del regime, soprattutto nell'ambiente anglosassone. Presiedette il Comitato per le onoranze del bicentenario dalla nascita di George Washington e nel 1932 fu incaricato di organizzare la partecipazione italiana all'Esposizione universale di Chicago. In questo contesto presentò la trasvolata atlantica di Italo Balbo, ottenne la partecipazione di Guglielmo Marconi e donò alla città un monumento dedicato a Cristoforo Colombo. Fu inoltre ricevuto in due occasioni dal Presidente Franklin Delano Roosevelt.
Sul finire del 1933 venne nominato Presidente dell'Istituto internazionale di agricoltura ma rimase in carica poco più di un anno, a causa dei dissapori con il Ministro dell'agricoltura e delle foreste Giacomo Acerbo, che lo sostituì nell'incarico. La firma del patto d'Acciaio e la conseguente alleanza con la Germania nazista lo convinsero che il fascismo stava abbandonando i propri riferimenti culturali, in particolare il legame con il conservatorismo e il Risorgimento. Nel 1938 fu accusato (neanche troppo velatamente) di aver votato in Senato contro le Leggi Razziali. Nel 1943 fu tra i 62 senatori che, su iniziativa del Presidente del Senato Paolo Thaon di Revel, firmarono un appello alla popolazione italiana affinché si stringesse al Re Vittorio Emanuele III, segnando la sua definitiva rottura con il fascismo. Dopo la fine della seconda guerra mondiale, il 22 gennaio 1946 decadde dalla carica di senatore dopo esser stato deferito all'Alta corte di giustizia per le sanzioni contro il fascismo.
Tentò di reinserirsi nella vita politica candidandosi nelle liste del Partito Nazionale Monarchico per le elezioni del 1953, non venendo eletto.
Nel 1948 sposò la contessa Sita Halenke, di origini boeme. Morì a Roma nel 1971, dopo aver ceduto nel 1969 la presidenza della Banca Popolare di Sovvenzione di Rieti (fondata dal padre nel 1876). Presso l'Archivio di Stato di Rieti è conservato l'archivio Potenziani, che raccoglie alcuni documenti e fonti inerenti alla biografia del principe.
L'unica figlia del Principe, Myriam, sposò Gaetano Parente (figlio di un marchese napoletano) per il quale ottenne dal Re d'Italia che fosse designato erede dei suoi titoli. La figlia e il genero (che poi divorziarono) non ebbero figli per cui la famiglia si estinse. Il genero tuttavia mantenne il titolo principesco di Castel Viscardo anche durante il matrimonio con la seconda moglie (figlia di un duca inglese).

## Opere
- Lodovico Spada Veralli Potenziani, Ventidue mesi Governatore di Roma. Novembre 1926 - Settembre 1928, Roma, Grafia s.a.i., 1928.